# شهرستان هوایبین
شهرستان هوایبین (به لاتین: Huaibin County) یک منطقهٔ مسکونی در چین است که در شین‌یانگ واقع شده‌است.